# Bonaugurio
Bonaugurio è un cognome di lingua italiana.

## Varianti
Bonagura.

## Origine e diffusione
Cognome tipicamente campano, è presente prevalentemente nel napoletano.
Potrebbe costituire una variante di Boni e avere come significato "che tu porti augurio e fortuna".